# Церква Різдва Пресвятої Богородиці (Мукачево)
Церква Різдва Пресвятої Богородиці — історична діюча церква Мукачівської греко-католицької єпархії у Мукачеві (Росвигово), збудована 1864 року в стилі необароко питомому для греко-католицьких храмів цього періоду.

## Історія храму
Першу згадку про церкву датують 1692 роком. У 1703 році війська генерала Монтекуколі, переслідуючи Ференца Ракоці II, підпалили Мукачеве і розбили росвигівську церкву.
У 1730 р. згадують дерев’яну церкву св. Михайла. Пізніші згадки про крихітну дерев’яну церкву та цвинтар навколо неї походять з 1778 і 1796 років. Від одної з дерев'яних церков-попередниць — церкви св. Михайла — зберігся дзвін.
За священика Івана Кулімана (кінець 1830-х — початок 1840-х років) розпочато збір грошей для спорудження кам'яної церкви на місці дерев'яної, на що імператор Австрії Фердинанд дав 400 форинтів.
У 1842 році заклали камінь, а в 1864 році, за отця Михайла Бокшая, будівництво храму закінчили. Тоді ж збудували і фару. На східному фасаді є дві дати — 1851 та 1975. Перша стосується етапу спорудження храму, друга — ремонту.
Іконостас у церкві завершений трикутним фронтоном, з іконами письма кінця 19 ст. Церкву також прикрашає малювання плафону та композиції на стінах нави. У вівтарній частині зберігаються два образи, які давніше прикрашали наву. “Святого архангела Михаїла” замовив опікун росвигівської школи Михайло Попович у 1877 році., а “Хрещення Ісуса Христа” – півцевчитель Іван Попович у 1875 р.
Біля церкви збережено стару фару, будинок дяка та споруджено невеликий будиночок для ритуального реманенту. Цікавий мурований хрест зроблений коштом Георгія Хоми та його дружини Марії Лінтур у 1903 році.
Біля вівтарної частини могилу священика Михайла Бокшая та його дружини Юлії Дешко увінчує металевий хрест, а місце поховання Андрія Греговчака з дружиною Юлією Матяцко позначає мармуровий хрест. Від дороги церковну ділянку відгороджує залізний мур із двома металевими воротами.

## Сьогодення
В церкві служать два священика, о. Іван Геревич, о. Юрій Віщак.
Дві мощі належать Животворному Хресту Господньому. У сакрарії зберігаються мощі 24 святих, серед яких можливо є єдині на Закарпатті мощі святого Валентина.